# Chã de Igreja
Chã da Igreja (em Crioulo cabo-verdiano (escrito em ALUPEC): Txan d Igreja) é uma aldeia da freguesia de São Pedro Apóstolo, município da Ribeira Grande, no norte da ilha de Santo Antão, em Cabo Verde.
A aldeia fica situada num terraço aluvionar sobranceiro à ribeira da Garça, a cerca de um quilómetro da foz.
O clube de futebol São Pedro Apóstolo localiza-se na aldeia e o clube de freguesia, participar-se na competições de Associação Regional de Futebol de Santo Antão Norte (ARFSAN).

## Aldeias próximas
- Cruzinha, norte
- Ribeira da Cruz, oeste